# Ramechhap (district)

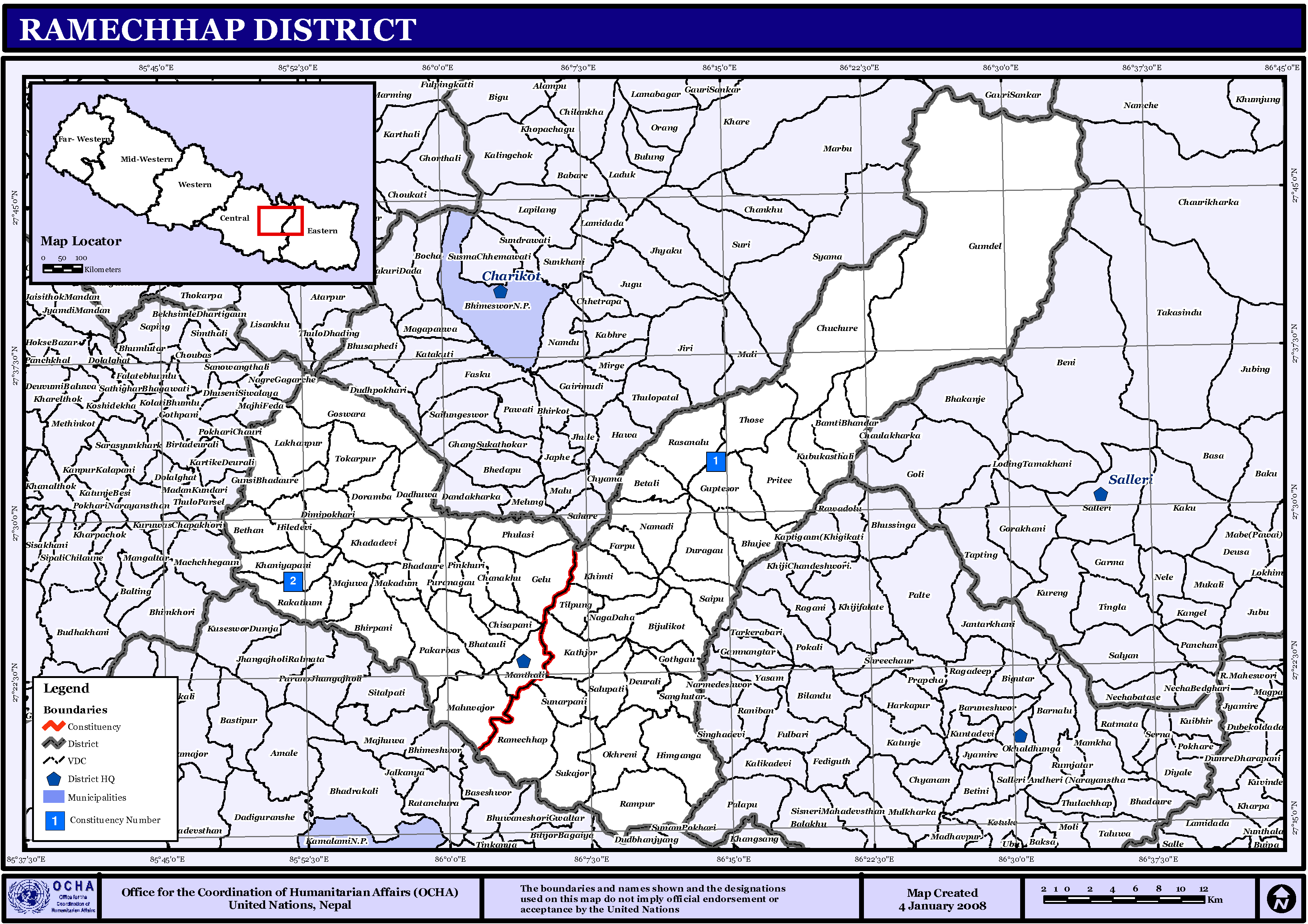
Kaart van Ramechhap

Ramechhap (Nepalees: रामेछाप) is een van de 75 districten van Nepal. Het district is gelegen in de zone Janakpur en de hoofdplaats is Ramechhap.

## Stedenendorpscommissies[2][3]
- Stad: Nepalees: nagarpalika of N.P.; Engels: municipality;
- Dorpscommissie: Nepalees: panchayat; Engels: village development committee of VDC.

- Steden (0): geen.
- Dorpscommissies (55): Bamti Bhandar, Betali, Bethan, Bhadaure (of: Gagal Bhadaure), Bhatauli, Bhirpani, Bhujee, Bijulkot (of: Bijulikot), Chanakhu, Chisapani, Chuchure, Dadhuwa, Deurali, Dimipokhari, Doramba, Duragau (of: Duragaun), Farpu, Gelu, Goswara, Gothgau (of: Gothgaun), Gumdel, Gunsi Bhadaure, Guptesor (of: Gupteshwor), Hiledevi, Himganga, Kathjor, Khadadevi (of: Khandadevi), Khaniyapani, Khimti, Kubhukasthali (of: Kubukasthali), Lakhanpur, Majuwa, Makadum, Maluwajor (of: Bhaluwajor), Manthali, Naga Daha (of: Nagdaha), Namadi, Okhreni, Pakarbas, Phulasi, Pinkhuri, Pritee, Puranagau (of: Puranagaun), Rakathum, Ramechhap, Rampur, Rasanalu, Saipu, Salupati (of: Salu), Sanghutar, Sukajor, Sunarpani, Those, Tilpung, Tokarpur.

Achham · 
Arghakhanchi · 
Baglung · 
Baitadi · 
Bajhang · 
Bajura · 
Banke · 
Bara · 
Bardiya · 
Bhaktapur · 
Bhojpur · 
Chitwan · 
Dadeldhura · 
Dailekh · 
Dang · 
Darchula · 
Dhading · 
Dhankuta · 
Dhanusa · 
Dolkha · 
Dolpa · 
Doti · 
Gorkha · 
Gulmi · 
Humla · 
Ilam · 
Jajarkot · 
Jhapa · 
Jumla · 
Kailali · 
Kalikot · 
Kanchanpur · 
Kapilvastu · 
Kaski · 
Kathmandu · 
Kavrepalanchok · 
Khotang · 
Lalitpur · 
Lamjung · 
Mahottari · 
Makwanpur · 
Manang · 
Morang · 
Mugu · 
Mustang · 
Myagdi · 
Nawalparasi · 
Nuwakot · 
Okhaldhunga · 
Palpa · 
Panchthar · 
Parbat · 
Parsa · 
Pyuthan · 
Ramechhap · 
Rasuwa · 
Rautahat · 
Rolpa · 
Rukum · 
Rupandehi · 
Salyan · 
Sankhuwasabha · 
Saptari · 
Sarlahi · 
Sindhuli · 
Sindhulpalchok · 
Siraha · 
Solukhumbu · 
Sunsari · 
Surkhet · 
Syangja · 
Tanahu · 
Taplejung · 
Terhathum · 
Udayapur